# Tarifregister
Im Tarifregister werden die in der Bundesrepublik abgeschlossenen Tarifverträge aufgelistet und registriert. 
Es wird  beim Bundesministerium für Arbeit und Soziales geführt. Grundlage ist § 6 TVG. Im Tarifregister sind der Abschluss, die Änderung und die Aufhebung der Tarifverträge sowie der Beginn und das Ende der Allgemeinverbindlichkeit eingetragen.
Auch bei den Arbeitsministerien der Bundesländer werden Tarifregister geführt. Darüber hinaus unterhalten auch die Tarifvertragsparteien eigene Tarifdokumentationen. Das zentrale Tarifarchiv der DGB-Gewerkschaften wird vom Wirtschafts- und Sozialwissenschaftlichen Institut in der Hans-Böckler-Stiftung (WSI) geführt.